# Bjurgölen
Bjurgölen är en sjö i Hultsfreds kommun i Småland och ingår i Emåns huvudavrinningsområde.